# 里斯本大耶穌像

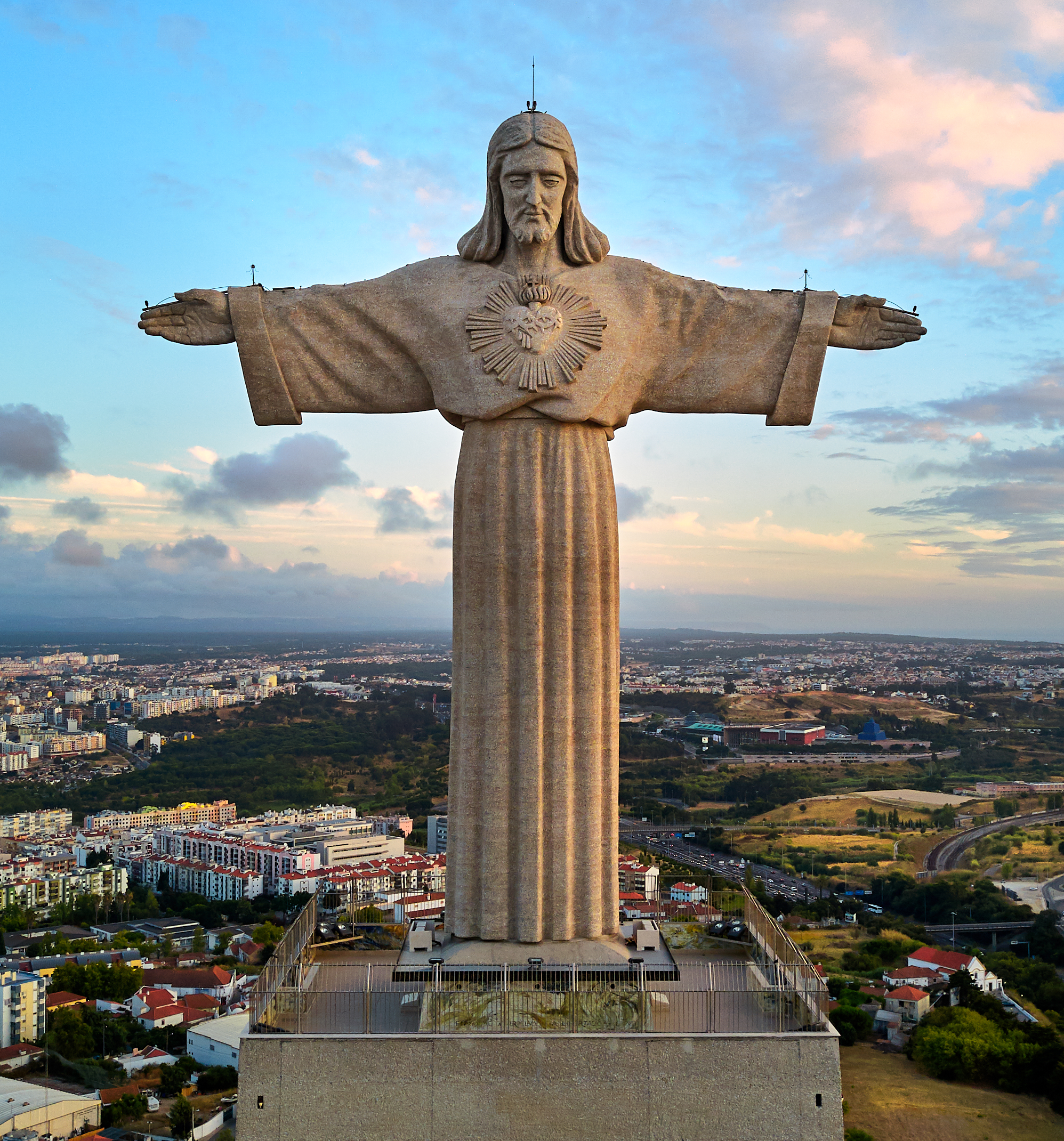
里斯本大耶穌像(正面)

里斯本大耶穌像（葡萄牙語：Cristo Rei）是位於葡萄牙首都里斯本的一個天主教的巨型雕像。這座雕像的建設系受到巴西里約熱內盧的里約熱內盧基督像的觸發而建造，開幕於1959年5月17日。建設時間耗時9年。在這裡可以眺望里斯本全市的景色。雕像的底座為門形，高75米。底座上是高28米的耶穌像。

## 外部連結
- Sanctuary of Cristo-Rei — Official Website （页面存档备份，存于）
- Cristo-Rei monument on WikiMapia（页面存档备份，存于）